# Patrik Nechvátal
Patrik Nechvátal (ur. 8 lipca 1992 w Brnie) – czeski hokeista, trener.

## Kariera zawodnicza
- HC Karlovy Vary U18 (2007-2009)
- SHK Hodonin U18 (2007/2008)
- HC Vsetin U18 (2008-2009)
- HC Litvínov U18 (2009-2010)
- HC Litvínov U18 (2009-2012)
- HC Litvínov (2011-2014)
  -  HC Baník Sokolov (2012-2013)
  -  HC Most (2013/2014)
  -  HC Draci Bílina (2013/2014)
- Orli Znojmo (2014-2017)
- HC Innsbruck (2017-2018)
- Orli Znojmo (2018)
- HK Poprad (2018-2019)
- Nice (2019)
- HK Poprad (2019-2020)
- HC Nové Zámky (2020)
- JKH GKS Jastrzębie (2020-2022)

Wychowanek klubu HC Kometa Brno w rodzinnym mieście. Od 2009 karierę rozwijał też w zespołach juniorskich klubu HC Litvínov. Epizodycznie występował też w drużynie seniorskiej w ekstralidze czeskiej, lecz do 2014 głównie był wypożyczany do ekip w 1. lidze i w 2. lidze. Od 2014 przez dwa sezony grał w barwach czeskiej drużyny Orli Znojmo w austriackich rozgrywkach EBEL, skąd w 2017 przeszedł do innego zespołu tej ligi HC Innsbruck, a przed sezonem 2018/2018 wrócił do Znojmo. Wkrótce potem, w połowie listopada 2018 został przekazany do słowackiego HK Poprad. Sezon 2019/2020 rozpoczął we francuskim zespole z Nice w Ligue Magnus, skąd w listopadzie odszedł do Popradu. Stamtąd w styczniu 2020 został przetransferowany w drodze wymiany do. W maju 2020 ogłoszono jego angaż do JKH GKS Jastrzębie w Polskiej Hokej Lidze. Po dwóch sezonach tamże w maju 2022 ogłosił zakończenie kariery.
Był kadrowiczem reprezentacji Czech do lat 19.

## Kariera trenerska
W maju 2022 został przedstawiony jako trener bramkarzy we włoskim klubie HC Gherdëina, występującym w międzynarodowych rozgrywkach Alps Hockey League.

## Osiągnięcia
Klubowe
- Finał rozgrywek EBEL: 2016 z Orli Znojmo
- Superpuchar Polski: 2020, 2021 z JKH GKS Jastrzębie
- Puchar Polski: 2021 z JKH GKS Jastrzębie
- Złoty medal mistrzostw Polski: 2021 z JKH GKS Jastrzębie
- Brązowy medal mistrzostw Polski: 2022 z JKH GKS Jastrzębie